# منشور اخلاقی و رفتاری فوتبال ایران
منشور اخلاقی و رفتاری فوتبال ایران یک آئین‌نامه انضباطی مصوب هیئت رئیسه فدراسیون فوتبال ایران (۱۳۸۷) است که دستوراتی را برای انطباق مسائل فوتبال ایران با فرهنگ اسلامی ایران ارائه می‌دهد.
رعایت مقررات این منشور برای تمامی افرادی که در فوتبال نقش دارند شامل؛ هیئت‌های فوتبال، باشگاه‌ها، مقامات رسمی تیم‌ها، مقامات رسمی مسابقه، بازیکنان، داوران، هر فرد و سازمانی که از سوی فدراسیون فوتبال و سازمان لیگ، کمیته اجرایی مسابقات، هیئت‌های استانی و محلی برای برگزاری مسابقات جهت انجام مسئولیتی منصوب شده باشند، تماشاگران و هواداران، رسانه‌ها و خبرنگاران مرتبط با محیط‌های فوتبال الزامی است.
منشور اخلاقی ابتدا درفصل ۸۸-۸۹ لیگ برتر  اجرا شد. اجرای این آئین‌نامه مخالفت‌های فراوانی را در بین بازیکنان، مربیان، مدیران باشگاه‌ها، رسانه‌ها و حتی برخی مسئولان فدراسیون فوتبال برانگیخت اما اجرای آن با موافقت هیئت رئیسه فدراسیون فوتبال و به ویژه پشتیبانی عزیز محمدی رئیس سازمان لیگ و علیرضا علیپور دبیر ستاد منشور اخلاقی ادامه یافت.

## محرومان منشور اخلاقی
ستاد پیگیری و اجرای منشور اخلاقی در ابتدای فصل ۸۸-۸۹ لیگ برتر اجازه حضور در مسابقات را به تعدادی از مربیان و بازیکنان نداد. این اقدام با انتقاد شدیدی مواجه شد چرا که فقط کمیته انضباطی فدراسیون فوتبال حقِ محروم کردن بازیکنان و مربیان را دارد. اما به‌گفتهٔ علیپور دبیر ستاد: «منشور اخلاقی کسی را محروم نمی‌کند بلکه به کسی که شرایط اخلاقی منشور را نداشته مجوز حضور در آن تورنمنت را نمی‌دهد.» همچنین از آن‌جا که تصمیمات این ستاد به‌طور رسمی اعلام نمی‌شد، شایعات مختلف و خبرهای ضد و نقیضی در مورد بازیکنان و مربیان محروم منتشر می‌شد. در هر حال در نیم فصل اول لیگ کارت بازی برای علی‌رضا نیکبخت واحدی و حنیف عمران‌زاده صادر نشد. گفته می‌شد محرومیت نیکبخت واحدی هافبک تراکتورسازی به دلیل خالکوبی روی پاهایش و زیر پا گذاشتن ماده معروف ۱۴/۱۱ است∗ و محرومیت حنیف عمران‌زاده مدافع استقلال هم به‌خاطر داشتن چند پرونده در دادگستری همدان می‌باشد. البته محرومیت عمران‌زاده پس از اینکه در دادگاه تبرئه شد به پایان رسید.
در بین مربیان هم فیروز کریمی و فرهاد کاظمی و بر اساس برخی خبرها اکبر میثاقیان و نادر دست‌نشان از مربیگری در لیگ برتر محروم شدند. محرومیت فیروز کریمی و فرهاد کاظمی در میانه‌های فصل به طور رسمی اعلام شد. گفته می‌شد دلیل محرومیت فیروز کریمی توهین به بازیکنان خودی در حین بازی، ترغیب بازیکنان خودی به بدرفتاری در درون زمین و تحریک داور و بازیکنان حریف و تزریق مواد نیروزا به بازیکنان تیمش است و اکبر میثاقیان که هدایت تیم دسته اولی شهرداری تبریز را برعهده گرفته به دلیل توهین و کتک زدن بازیکن خودی و استفاده از کلمات زشت و رکیک در برنامه ۹۰ از مربی‌گری در لیگ برتر محروم شده‌است.

## دستگیری دبیر ستاد منشور
به نوشته وبگاه آفتاب، با شکایت برخی از محروم شدگان و همچنین پیرامون تخلفات منتسب شده به محمد علی‌پور دبیر ستاد منشور اخلاقی فدراسیون فوتبال وی در خرداد ۱۳۹۰ توسط دادگاه ویژه روحانیت بازداشت شد. 